# 291-я пехотная дивизия (вермахт)
291-я пехотная дивизия (нем. 291. Infanterie-Division) — тактическое соединение сухопутных войск вооружённых сил нацистской Германии периода Второй мировой войны. Стандартная пехотная дивизия, сформированная к 10 февраля 1940 года в ? военном округе из жителей Пруссии, проживающих в районе Мазурских болот. Кадры для новой дивизии поступили из 1-й, 21-й, 263-й пехотных дивизий.

## Боевой состав
- 504-й пехотный полк
- 505-й пехотный полк
- 506-й пехотный полк
- 291-й артиллерийский полк
- 291-й велосипедный эскадрон
- 291-я противотанковая артиллерийская батарея
- 291-й сапёрный батальон
- 291-й батальон связи
- 291-е подразделения пополнения дивизии

291-й велосипедный эскадрон и 291-я противотанковая батарея позже были объединены в 291-й батальон «Schnelle» («Быстрая» в переводе с немецкого).
Командир дивизии: генерал артиллерии Курт Херцог с 7 февраля 1940 года

## История
В июне 1940 года — в составе 42-го армейского корпуса 9-й армии группы армий «B» на Западе, во Франции.
с июля 1940 г. — в Восточной Пруссии, с июня 1941 г.
291-я дивизия сыграла незначительную роль во французской кампании, прежде чем прибыла в СССР в 1941 году.
К началу войны с СССР дивизия входила в состав 18-й армии группы армий Север и находилась на её левом фланге в районе Мемеля.
В полосе наступления 291-й пехотной дивизии Красная Армия смогла противопоставить силам вторжения пять-шесть рот из состава 62-го стрелкового полка 10-й сд, усиленных артиллерией.
В 5.17 утра 22 июня 1941 года в ЖБД 291-й пд отмечается «Огонь вражеской артиллерии с дальней дистанции».
22-23 июня 1941 года, в первые два дня вторжения, 291-я дивизия продвинулась на сорок четыре мили в первые тридцать четыре часа — удивительней всего для немоторизованной дивизии в боевых условиях. 23 июня солдаты 505-о пехотного полка 291-й дивизии расстреляли 42 жителя деревень Аблинга и Жвагиняй.
291-я пехотная дивизия наносила удар на Палангу и Кретингу вдоль побережья Балтийского моря
Дивизия  быстро прорвала боевые порядки 10-й стрелковой дивизией и продолжала наступление на север, вдоль побережья Балтийского моря. В результате упорных боев с частями 67-й дивизии СССР 22-27 июня был взят важный город-порт Лиепая. 27 июня передовые части дивизии вступили в Вентспилс.
Вскоре слабо окружённые в Риге, отбили несколько отчаянных попытках советского гарнизона, чтобы вырваться из города. Хотя потери были тяжёлые, 291-я дивизия провела свою линию, и, содержащихся и в конечном итоге помогли уничтожить советский гарнизон. В том же году он принял, крупный советский военно-морской базы в Лиепае после AB
На 5 августа 1941 года подразделения (части) 291-й пехотной дивизии вели боевые действия южнее Раплы c 3-м батальоном 1-й особой бригады морской пехоты Балтийского флота, которые под давлением постепенно отходили к Таллину.
8 августа 1941 года части 11-го стрелкового корпуса должны были быть задействованы в контрударе с востока, с целью соединения с 10-м стрелковым корпусом, однако сами попали под встречный удар 291-й и 93-й пехотных дивизий 26-го армейского корпуса и отошли.
В январе 1942: в составе 1-го армейского корпуса
К исходу 27 ноября 1942 года армейской разведкой 3-й ударной армии было установлено, что немцы подтягивают в район сражения свежие силы: 8-ю танковую дивизию с севера, 291-ю пехотную и 20-ю моторизованную с юга. Это потребовало от командования 3-й ударной армии принять срочные меры по укреплению флангов наступающей группировки: для прикрытия правого фланга 381-й дивизии была выдвинута 31-я стрелковая бригада, 28-я стрелковая дивизия нацелена на уничтожение 291-й пехотной дивизии немцев, а 21-й гвардейской дивизии поставлена задача быть готовой отразить удар 20-й моторизованной дивизии. Принятые меры позволили упредить противника и в течение 3-х дней успешно отражать его контрудар.

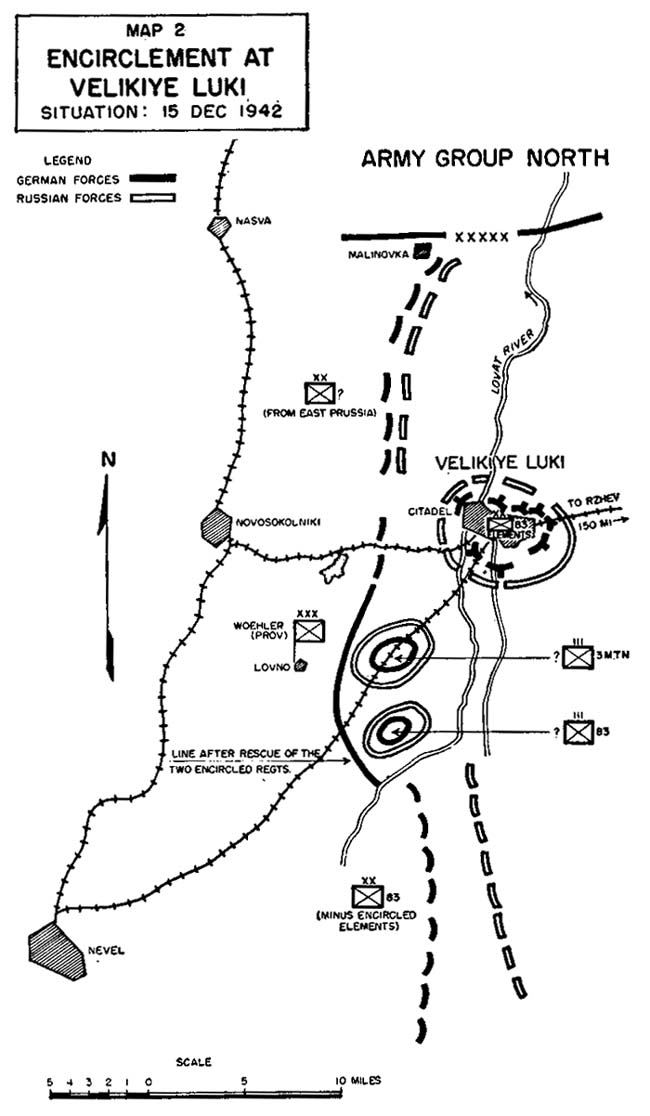
Ситуация после окружения Великих Лук

11 декабря немецкое командование предприняло новые попытки прорыва к Великим Лукам, но на этот раз с юго-западного направления. 14 декабря на этом направлении противнику удалось потеснить обороняющихся и захватить Громово. На угрожаемое направление была срочно выдвинута 19-я гвардейская стрелковая дивизия 8-го эстонского корпуса, вскоре восстановившая положение. Перегруппировав силы, 19-го декабря противник нанёс новый удар, на этот раз во фланг 19-й гвардейской дивизии. Угроза прорыва нашей обороны на юго-западе потребовала вновь усилить данный участок обороны и 20 декабря туда были направлены 2 полка 249-й эстонской дивизии. 21-22 декабря противник предпринял ряд новых атак. Вечером 22 декабря из резерва фронта подошли 360-я стрелковая дивизия и 100-я стрелковая бригада, которые также были использованы для укрепления обороны на юго-западном направлении. Это позволило советским войскам успешно отражать атаки, следовавшие вплоть до 25 декабря. Огромные потери, понесённые в ходе наступления, заставили германское командование взять оперативную паузу для подтягивания свежих сил и подготовки нового удара.
4 января после артиллерийской подготовки немецкие войска возобновили наступление на Великие Луки с юго-запада в направлении Алексейково. В нём помимо действующих здесь 20-й моторизированной и 6-й авиаполевой дивизий, участвовала и переброшенная с Западного фронта 205-я пехотная дивизия. К вечеру следующего дня противнику удалось потеснить части 360-й стрелковой дивизии и занять деревню Борщанка. Сюда же для усиления удара командующий группой армий «Центр» генерал-фельдмаршал фон Клюге решил перебросить 331-ю пехотную дивизию с задачей не позднее 10 января прорваться в город и деблокировать окружённых. Численное превосходство противника и реальная угроза прорыва в город вынудило командование 3-й ударной армии вывести часть сил из боя в Великих Луках и нацелить их на оборону. Так 2 полка 357-й стрелковой дивизии были развёрнуты на 180 градусов, фронтом на юго-запад, а 47-я механизированная бригада выведена к северо-западу от города с задачей при необходимости контратаковать противника. 7 января усилился нажим немцев и с северо-запада, где частям 8-й танковой и 93-й пехотной дивизий за несколько дней удалось продвинуться на 1-2 км в направлении Великих Лук. Дальнейшее продвижение противника на этом участке было остановлено подразделениями 381-й дивизии и 47-й бригады. На юго-западном направлении в бой вступила 708-я пехотная дивизия. Таким образом, с 8 января при поддержке крупных сил авиации и артиллерии к городу рвались 4 пехотных и 1 моторизированная дивизии. Проводя многократные ожесточённые атаки и не считаясь с потерями, гитлеровцы медленно продвигались вперёд. 9 января бои развернулись в 4-5 км от города в районе Донесьево — Белодедово. Прибывшей из резерва фронта 32-й стрелковой дивизии было приказано занять оборону в 4 км от города. 10-12 января противник продолжал наступление с двух направлений: северо-запада и юго-запада, причём если на первом он не достиг заметных успехов, то на втором ему удалось приблизиться к городу на расстояние 3.5 км. До 14 января продолжались бои в районе деревень Копытово и Липенка, однако дальше них противнику пройти не удалось. Наступление немецких войск с целью деблокирования окружённого гарнизона не принесло желаемого успеха. Несмотря на ввод в бой крупных резервов, в среднем за сутки противник приближался к городу на 400 метров.
За месяц боёв ценой огромных потерь противнику удалось пробить в направлении Великих Лук клин длиной 10 км и шириной 3 км. В сложившейся обстановке было целесообразно ударить под основание клина, блокировав наступающие немецкие части. Однако решить эту задачу имеющимися силами было невозможно. Выполнить замысел могла подошедшая 15 января из резерва фронта 150-я стрелковая дивизия. Ей была поставлена задача ударить в центр клина и перерезать его. 16 января части дивизии перешли в наступление и, преодолевая упорное сопротивление, медленно пошли вперёд. Германское командование, почувствовав угрозу окружения, стало отводить войска с вершины клина. К 21 января в ходе ожесточённых боёв войска армии вышли на рубеж Демя, Алексейково, Борщанка практически полностью уничтожив вражеский клин. К 21 января фронт стабилизировался.
C 28 ноября 1942 года по 8 января 1943 года дивизия вступила в сражение с целью деблокирования окружённого гарнизона Великих Лук при проведении советскими войсками Великолукской наступательной операции.
В сентябре 1944: в составе 42-го армейского корпуса (В 1944 году — в марте корпус практически уничтожен в районе Черкасс. Вновь сформирован, отступление в Польшу. В 1945 году — отступление от Вислы в Германию. 7 марта 1945 — остатки корпуса переданы под командование 56-го танкового корпуса, который в январе 1945 — уничтожен на Висле в ходе нового советского наступления. В феврале 1945 — вновь сформирован в Силезии на основе штаба 8-го армейского корпуса. В апреле 1945 — корпус оборонялся на Берлинском направлении.)

## Фотоматериалы
- Георг Гундлах. Волховская битва. Документы ужаса: 1941—1942 год. Фотоальбом. 1942.